# 三臺東塔及北塔
三臺東塔及北塔位於四川省綿陽市三臺縣，文物遺址年代判定為明至清。2012年7月16日公佈為第八批四川省文物保護單位。
三台東塔及北塔位於四川省綿陽市三臺縣東塔鎮、北壩鎮。
東塔修建於明萬曆三十一年（1603），坐東朝西，西面辟門，為九級六邊形密簷閣樓式空心磚塔，塔身外形挺拔秀麗，向上逐層內收，內有盤旋式石梯，層層上達，六角攢尖，各面開有真假窗，塔內有塔心柱和心室。19層為糯米石灰漿砌青磚的磚質結構。塔高22公尺。
北塔建修于清嘉慶十八年（1813），坐北朝南，南面辟門，為九級六邊形閣樓式空心磚石混構塔，向上逐層內收，內有盤旋式石梯，層層上達，六角攢尖，各面開有真假窗，塔內有塔心柱和心室。一層為石灰漿砌規整完好黃褐色砂岩條石的石質結構；29層為石灰漿砌青磚的磚質結構。塔高23.5公尺。
1981年，東、北塔被三臺縣人民政府核定公佈為縣級文物保護單位；2009年，綿陽市人民政府公佈為市級文物保護單位。